# Danny Fraticelli
Danny Fraticelli (San Juan, Puerto Rico, 5 de octubre de 1977) es un cantante, músico y actor puertorriqueño. Danny Fraticelli también es psicólogo graduado.

## Actuación
Danny ha participado en varias películas locales e internacionales como también en telenovelas. Su mayor exposición la obtuvo en el filme internacional Taínos donde fue coprotagonista.  Ha hecho actuaciones en novelas como la Teleserie Don Amor originalmente de Tele 13 Chile y retransmitido en Puerto Rico por WIPR CANAL 6. En el 2008 hizo aparición en la película original de MTV; Pedro y también en Lucía, Ignacio y otras historias del Director Marcos Zurinaga.

## Filmografía
- Taínos (2005)[6]
- Don Amor (Serie TV Chile) (2007)
- Eastbound and Down HBO (2010)[7]
- Lucía, Ignacio y otras historias (2008)
- Pedro MTV (2008)

## Música
Perteneció a la banda Materia Prima lanzando el álbum Evolución en 1998. Luego en el año 2004 lanzó el álbum No hay vuelta atrás junto a Niño Planeta bajo en sello Universal Music Latino. Fraticelli abandonó la banda tiempo después para lanzar su primer álbum en solitario titulado “Frati en Libertad” 2009.
En 2019 Danny Fraticelli hizo un compilado de temas que había lanzado a través de década y media, cual tituló 'Sesiones 2004-2019. Varios temas los grabó bajo el periodo que estuvo con la banda Niño Planeta como también su teimpo de solista.

El 9 de junio, el lanzamiento mundial de su más reciente tema y vídeo, LA FE, de la mano de 71 Associates y la distribución de UPTRACK, a través de “outlets” en la internet, seguido de una Gira de promoción Internacional.

## Discografía
- Materia Prima - Evolución (1998)
- Niño Planeta - No Hay Vuelta Atrás (2004)
- Frati - En Libertad (2009)
- Niño Planeta - EP (2011)
- FratiCelli - EP (2012)
- Danny Frati Celli - Sesiones 2004-2019 (2019)[12]

## Sencillos
- Capricho de Tenerte (2009)
- La Fé (2023)[13][14]
- Desde el más allá (2023)
- Continuar (2024)
- Dime (2024)

## Videos Musicales
- Capricho de Tenerte
- La Fé[15]
- Desde el más allá
- Continuar
- Dime